# Bombardement de Darwin
Seconde Guerre mondiale
Le bombardement de Darwin est l'attaque aérienne japonaise du 19 février 1942 de la ville de Darwin, dans le Nord de l'Australie. Il s'agit de l'attaque la plus importante jamais perpétrée par une puissance étrangère contre ce pays.

## Contexte
Cette action s'inscrit dans la guerre du Pacifique de la Seconde Guerre mondiale et a représenté un choc psychologique important pour la population australienne, plusieurs semaines après le début des hostilités avec le Japon. Quatre porte-avions de la Marine impériale japonaise l’Akagi, le Kaga, le Hiryu et le Soryu, escortés par quatre croiseurs et neuf destroyers, ont déployé leurs escadres aériennes embarquées sous le commandement de Mitsuo Fuchida pour cette opération.
Ces raids ont été les premiers de la centaine de raids aériens contre l'Australie au cours des années 1942 et 1943.

## Forces en présence

### Alliés
Les défenses de Darwin sont relativement légères. Aucun chasseur de la Royal Australian Air Force, pauvrement équipée par ailleurs, ne se trouve sur place. La défense aérienne se résume donc à dix P-40E du 33rd Pursuit Squadron de l’United States Army Air Forces, qui se trouvent là par hasard.
La défense antiaérienne est toutefois plus fournie. L’armée australienne dispose de deux batteries antiaériennes lourdes : la 14e batterie comprend douze canons antiaériens de 3,7 pouces, deux canons antiaériens de 3 pouces et huit mitrailleuses Lewis, tandis que la 2e compte quatre canons antiaériens de 3,7 pouces, deux et huit mitrailleuses Lewis. D’autres mitrailleuses Lewis et Vickers, ainsi que diverses armes légères sont également disponibles.

### Japonais
La flotte japonaise comprend quatre porte-avions divisés en deux Dai : le Dai 1 Koku Sentai comprend l'Akagi, qui joue le rôle de navire-amiral, et le Kaga, tandis que le Dai 2 Koku Sentai est composé du Hiryū et du Sōryū. Leur force nominale est de 432 appareils de type B5N2 Kate, D3A1 Val et A6M2 Zeke. Les Kate sont le type dominant, tandis que les Val et Zeke sont en nombre égal. En plus de leurs avions habituels, les porte-avions embarquent également un complément de 432 appareils prélevés sur des navires rentrés au Japon.
L’escorte des porte-avions est composée des croiseurs lourds Tone, Chikuma, Takao et Maya, ainsi que du croiseur léger Abukuma. S’y adjoignent un grand nombre de destroyers, qui assurent la protection contre les sous-marins. Parmi ceux-ci se trouvent notamment l’Urakaze, l’Isokaze, le Tanikaze, le Hamakaze, le Kazumi, le Shiranuhi, l’Ariake et le Yūgure. Les navires de ligne Hiei et Kirishima se trouvent également à proximité, même s’ils ne font pas directement partie de l’escorte. S’y ajoutent encore trois sous-marins, les I-121, I-122 et I-123 ; le I-124 aurait dû également se joindre à eux, mais est coulé par le HMAS Deloraine le 21 janvier.

## Déroulement de l’attaque
Dans les premières heures du 19 février, les porte-avions japonais se mettent en position à environ 350 km au nord-ouest de Darwin et le Tone lance un hydravion de reconnaissance. Peu après, vers 6 h 30 (heure de Tokyo), Fuchida est le premier à décoller avec les Kate des différents porte-avions. Suivent les Zeke, puis les Val et leur escorte en dernier. Le temps que les 188 appareils de la force d’attaque décollent et se mettent en formation, il est 7 h. En parallèle, les bombardiers basés à terre ont commencé à décoller de Kendari à 6 h 35.
Sur leur trajet, les Japonais rencontrent à 9 h 15 (heure de Darwin) un Catalina, qui est abattu sans pouvoir donner l’alerte. Plus tard, ils attaquent également l’aérodrome et la mission catholique de Bathurst. Le responsable de la mission, le père John McGrath, parvient toutefois à avertir Darwin par radio vers 9 h 40 avant que l’installation ne soit détruite ; le message est transmis au commandement australien, mais celui-ci ne prend aucune mesure. Quelques minutes plus tard, les premiers appareils japonais arrivent au-dessus de Darwin et abattent en quelques instants trois des cinq P-40 qui patrouillent l’espace aérien de la ville. En parallèle, les batteries antiaériennes ont repéré et engagé à 9 h 50 les différents éléments de la force d’attaque principale, sans grand effet toutefois.
Malgré ces tirs et bien que le combat aérien ait été aperçu depuis le sol, les sirènes ne commencent à sonner qu’à 9 h 59. À ce moment il est toutefois déjà trop tard et les premières bombes ont déjà commencé à pleuvoir sur la ville. Arrivant du sud-est, les Kate bombardent le port et la ville. Les Val proviennent de la même direction, mais se divisent en deux groupes : ceux du Kaga contournent la ville par l’ouest puis attaquent les aérodromes, tandis que ceux des autres porte-avions prennent pour cible les navires se trouvant dans le port. Les Zeke enfin arrivent du nord ; leur mission est d’assurer la couverture aérienne, mais en l’absence d’adversaires, beaucoup attaquent des cibles d’opportunité au sol.

## Pertes

### Pertes japonaises
Les pertes japonaises sont légères, avec sept appareils comptés comme perdus par Fuchida. Seulement deux l’ont été avec certitude en raison de dommages subis pendant l’attaque : le Val du commandant du 3e Shotai du Kaga, qui s’écrase à Ironstone Knob, et un Zeke du Hiryu, qui doit faire un atterrissage forcé sur l’île de Melville, son pilote étant capturé par les Australiens peu de temps après. Par ailleurs, un Val du Soryu et un Zeke du Kaga ne parviennent pas à apponter au retour et doivent amerrir, leurs équipages étant toutefois récupérés. Il semble qu’un troisième appareil ait également été forcé d’amerrir, mais là encore l’équipage a été sauvé. Aucune autre revendication d’appareil abattu n’a pu être confirmée, ce qui porte le total d’appareils japonais détruits avec certitude à quatre, avec un maximum hypothétique de sept. Le bilan humain certain est de deux aviateurs tués et un capturé,.

### Pertes alliées
De leur côté, les Alliés ont perdu vingt-cinq appareils. Les pertes de la RAAF sont de six bombardiers Hudson détruits au sol. L’USAAF de son côté compte trois P-40E, deux Beechcraft 18, un A-24, un LB-30, deux PBY-4, un PBY-5 et un C-53 détruits au sol, auxquels s’ajoutent huit P-40E et un PBY-5 abattus en combat aérien. Un Puss Moth civil a également été détruit au sol.
Huit grands navires, dont le destroyer USS Peary, ont été coulés, ainsi que quatre navires de petit tonnage. Quinze navires ont par ailleurs été endommagés, la plupart gravement. Les installations portuaires, aéroportuaires et la ville elle-même ont également été largement détruites.
Le bilan humain total est de 236 morts, dont 55 Australiens et 113 Américains. Environ un tiers des victimes sont des civils. Le bilan est considérable étant donné que Darwin, dans les années 1940, n'était qu'une petite ville de quelques milliers d'habitants.

## Postérité

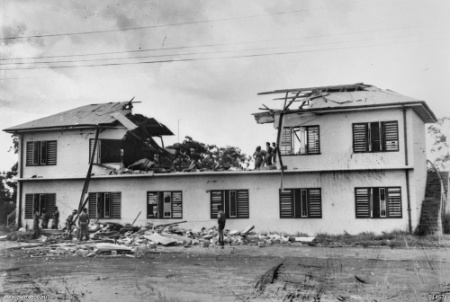
Maison de Darwin endommagée par les bombardements.

Cet événement est souvent appelé le « Pearl Harbor de l'Australie », bien qu'il y ait des différences entre les deux cas, l'attaque de Pearl Harbor étant une cible militaire plus importante et qu'il y fut largué moins de bombes qu'à Darwin. Néanmoins, comme ce fut le cas à Pearl Harbor, la ville australienne n'était pas préparée, et sera attaquée de nombreuses fois par la suite et des centaines de personnes y trouvèrent la mort.
Le bombardement est mis en scène dans le film Australia de 2008.